# Kepa Arrizabalaga
Kepa Arrizabalaga Revuelta (* 3. října 1994 Ondarroa) je španělský profesionální fotbalový brankář, který chytá za anglický klub AFC Bournemouth, kde je na hostování z Chelsea, a za španělský národní tým. Patří mezi odchovance baskického klubu Athletic Bilbao.

## Klubová kariéra
Pro Kepu byla průlomová sezóna 2016/17, kdy se ujal role brankářské jedničky v Athleticu Bilbao. Tuto roli si podržel i pro další sezónu 2017/18, v jejímž průběhu prodloužil kontrakt do léta 2020. V tomto období o něj projevil zájem španělský gigant Real Madrid, který hledal brankáře namísto Keylora Navase.
V létě roku 2018 přestoupil do Chelsea za částku 71,6 milionu liber a stal se nejdražším brankářem fotbalové historie, překonaným byl brankář Alisson z Liverpoolu, který do Anglie zamířil o měsíc dříve.
V ročníku 2018/19 se ocitl v anglické Premier League a pod koučem Mauriziem Sarrim odchytal 36 ze 38 zápasů ligy. Zbylé dva zápasy odchytal jeho kolega, druhý brankář Willy Caballero.
Během lednového venkovního zápasu s AFC Bournemouth inkasoval 4 branky,,
o dva týdny později dostal šest branek od Citizens.
Celkově si v lize připsal 14 udržených čistých kont, obdržel celkově 39 gólů a podílel se na tom, že měla Chelsea třetí nejlepší obranu za vedoucí dvojicí Manchester City – Liverpool.
Během finálového klání s Manchesterem City chytal Kepa od úvodní minuty, zápas skončil v normální hrací době 0:0 a nerozhodlo ani prodloužení. V závěru prodloužení byl Kepa ošetřován. Trenér Sarri hodlal Kepu střídat a vyslat do hry brankářskou dvojku Caballera, který dříve působil u Citizens, Kepa však střídání odmítl a ani spoluhráči a rozhodčí na tom nic nezměnili. Kepa tedy na hřišti zůstal i na penaltový rozstřel, během kterého sice zneškodnil první penaltu Saného, Chelsea však prohrála 3:4.
Kepa byl klubem pokutován (přišel o týdenní plat) a další zápas odchytal Caballero.
Pod novým trenérem Frankem Lampardem si udržel post jedničky a nastoupil do prvního zápasu nové sezóny Premier League, během kterého inkasoval čtyřikrát od Manchesteru United. Chelsea po pěti zápasech ligy inkasovala již v 11 případech.
V srpnu roku 2023 odešel na roční hostování do Realu Madrid. Vedení španělského celku se rozhodl pro tento rok z důvodu, že jejich jednička Thibaut Courtois si přivodil zranění kolene a na několik měsíců by tak nebyl k dispozici. Kepa s tímto návrhem souhlasil a na jednu sezónu se tak vrátil do jeho rodné země. Zpět na soupisce Chelsea byl po konci sezóny v roce 2024.
Ani následující sezóna však Kepovi nepřinesla návrat do modrého dresu Chelsea. Před začátkem sezóny 2024/25 byl novým hlavním trenérem jmenován Enzo Maresca. Ten přivedl do londýnského klubu dalšího brankáře, Filipa Jørgensena, který si vybojoval místo dvojky za Robertem Sánchezem, a Kepa tak putoval na další roční hostování. Tentokrát zůstal na Britských ostrovech, a to v klubu AFC Bournemouth.

## Úspěchy
Chelsea
- Evropská liga UEFA
  - 1. místo: 2018/19
- League Cup
  - 1. místo: 2018/19
- Liga mistrů UEFA
  - 1. místo: 2020/21